# Oberonia oblonga
Oberonia oblonga är en orkidéart som beskrevs av Richard Sanders Rogers. Oberonia oblonga ingår i släktet Oberonia och familjen orkidéer. Inga underarter finns listade i Catalogue of Life.